# Rudolf Eims
Karl Rudolf ‚Rudi‘ Eims (* 13. Mai 1897 in Geringswalde; † 31. Januar 1975 in Frankfurt am Main) war ein deutscher Journalist, der ab 1946 als Redakteur der Frankfurter Rundschau und insbesondere als Kommunalberichterstatter und Gerichtsreporter tätig war. Als politisch Unbelasteter leistete der ehemals in KZ-Haft misshandelte Sozialdemokrat mit seiner Berichterstattung in der unmittelbaren Nachkriegszeit unter anderem einen Beitrag zur Auseinandersetzung mit den Verbrechen der NS-Zeit. Katja Irle, selbst eine langjährige Redakteurin der Frankfurter Rundschau, kategorisiert Eims als „Insider, dessen Meinung von Richtern, Staatsanwälten und Rechtsanwälten beachtet und ernstgenommen wurde“, sodass die Justiz auch tatsächlich auf dessen Kritik reagierte. Dementsprechend habe sich dessen Rolle nicht, wie Eims sich selbst beschrieb, darauf beschränkt, „Mittler zwischen den Ereignissen und dem wißbegierigen Leser“ zu sein, sondern er habe „als Kritiker der Justiz und ihrem Handeln aktiv am Prozeß der Meinungsbildung in der unmittelbare Nachkriegszeit“ teilgenommen.

## Leben
Der 1897 in Sachsen geborene Eims war ab 1923 in Frankfurt am Main als Feinmechaniker bei Hartmann & Braun tätig. Nachdem er „schon 1917 in die Gewerkschaft und 1923 in die SPD eingetreten war, schrieb er seit 1924 für sozialistische Tageszeitungen und die Gewerkschaftspresse.“ In den Jahren 1926/27 absolvierte er ein Studium an der Akademie der Arbeit, die ihm ein Stipendium ermöglichte und 1921 als „erste deutsche Hochschule für das Volk der Arbeit“ gegründet worden war.
Bereits vor der Machtergreifung 1933 war er für die Frankfurter Volksstimme, ein sozialdemokratisches Blatt, tätig gewesen. Die im Nachlass erhaltene Berichterstattung, die Eims zwischen 1927 und 1933 abfasste, „wirft bis heute ein Schlaglicht auf die Rechtsprechung und die sich politisierende Justiz am Vorabend der Diktatur“. Persönlich konnte der Sozialdemokrat im Gerichtssaal Friedrich Krebs sowie Hans Frank erleben. In Frankfurt konnte Eims sich bei seiner journalistischen Arbeit auch ein Bild von Roland Freisler machen, der einem Redakteur des nationalsozialistischen Frankfurter Beobachters juristischen Beistand leistete, da man dem rechtsradikalen Publizisten antisemitische Hetze vorwarf. Infolge des verlorenen Prozesses gegen seinen Mandanten klagte Freisler gegen Eims wegen Beleidigung und bekam diesbezüglich vor Gericht Recht, weshalb die Volksstimme zu einem Widerruf und einer Geldstrafe verpflichtet wurde. Eims hatte in einem journalistischen Beitrag Freisler als „Schwadroneur“ und „Oberbonzen der Hakenkreuzler“ bezeichnet.
1933 verboten die Nationalsozialisten die Volksstimme und Eims wurde in Schutzhaft genommen, was zu seiner Einlieferung in das sich in der Ginnheimer Landstraße befindliche SA-Konzentrationslager Perlenfabrik führte. Nach seiner Entlassung aus der Haft war er ab 1938 Hilfs-Korrektor der Frankfurter Zeitung; zudem half er Robert Mösinger beim Versand von dessen katholischer Frauenkorrespondenz. Im Zweiten Weltkrieg leistete er als Soldat seinen Dienst an der Waffe und erlitt Kriegsgefangenschaft.
Nach seiner Heimkehr hatte er ein großes Betätigungsfeld bei der Frankfurter Rundschau, wo er nicht nur Lokalredakteur und Gerichtsberichterstatter war, sondern auch lange Zeit Betriebsratsvorsitzender.
Die am eigenen Leib erfahrenen Willkürmaßnahmen, für die sich in der unmittelbaren Nachkriegszeit viele NS-Funktionäre vor Gericht rechtfertigen mussten, kannte der Gerichtsreporter aus „eigener Anschauung und leitete daraus Konsequenzen für den demokratischen Neuanfang ab.“
Nach dem Zusammenbruch des Dritten Reiches avancierte Eims zum „Teil einer neuen Presseelite“, die sich auf die Fahnen geschrieben hatte, den politischen und geistigen Neubeginn Deutschlands gleichsam mit missionarischem Eifer voranzubringen, indem einer neuen Gesellschaftsmehrheit nützliche Orientierungshilfe geboten werden sollte. In seiner Funktion als Vorhut für ein demokratisches und freies Deutschland begleitete der Journalist von 1946 bis 1950 mehr als 100 Spruchkammerverfahren sowie ca. 30 Strafverfahren gegen NS-Täter.
Scharfe Kritik übte der Journalist auch an den Frankfurter Homosexuellenprozessen 1950/1951, so machte er unter anderem auf die Praxis von Staatsanwaltschaft und Polizei aufmerksam, den Sexarbeiter Otto Blankenstein als Kronzeugen zu instrumentalisieren. In der Frankfurter Rundschau brandmarkte er die Prozessserie als „‚Aktion‘ gegen die Homosexuellen“ und hielt unter der Schlagzeile „Frankfurter Staatsanwaltschaft auf Menschenjagd“ fest:

„Polizeibeamte setzten sich mit dem Burschen ins Auto, sie fuhren durch Frankfurt, und Blankenstein jagte nun in den Straßen nach Männern, die mit ihm und anderen angeblich in Verkehr gestanden hatten. Er (…) machte auch die Wohnung dieser Personen ausfindig.“

Teil hatte Eims somit auch an der entscheidenden Wende der Prozessserie, die Erich Schmidt-Leichner als Strafverteidiger eines wegen gleichgeschlechtlicher Sexualhandlungen angeklagten wohnungslosen Mannes am 8. November 1950 initiierte. Schmidt-Leichner hatte zunächst die Rechtmäßigkeit der Verfügung des Frankfurter Amtsgerichtspräsidenten Karl Maas, nach der alleine der Richter Kurt Ronimi mit den zu diesem Zeitpunkt 150 Gerichtsverhandlungen nach §§ 175, 175a StGB betraut war, vor Gericht infrage gestellt. Eims lancierte daraufhin gemeinsam mit dem Juristen diesen an die Frankfurter Justiz gerichteten Vorwurf, womit eine öffentliche Debatte über die Rechtmäßigkeit der sogenannten „Sonderkammer“ unter Ronimi angestoßen wurde. Die beiden Männer kannten sich wahrscheinlich von Zusammenkünften des homophilen Vereins für humanitäre Lebensgestaltung (VhL) im Frankfurter Lokal Felsenkeller.
Er war einer der treibenden Kräfte des Deutschen Journalisten-Verbands und verstand die Journalistenorganisation als gewerkschaftlichen Verband, den er mitformte.
Eims starb am 31. Januar 1975 in Frankfurt am Main. Unter großer Anteilnahme, die von seinem Ansehen zeugte, fand seine Beerdigung in seiner Wahlheimat statt. Sein Nachlass befindet sich im Frankfurter Institut für Stadtgeschichte.

## Ehrungen und Mitgliedschaften
Eims war 1947 Mitbegründer des Verband der Berufsjournalisten in Hessen (heute DJV Hessen). Dessen Vorstand gehörte er von 1949 bis 1960 als Kassierer (später umbenannt in Schatzmeister) an; Eims war später der Schriftführer und erster Obmann des Ortsverbands Frankfurt am Main; zudem wurde er 1963 zum Ehrenvorsitzenden ernannt. Ebenfalls war er Mitglied in der Tarifkommission des Deutschen Journalisten-Verbands. Am 27. November 1962 wurde Eims durch Fritz Bauer das Bundesverdienstkreuz I. Klasse verliehen.
Im selben Jahr überreichte man ihm zudem die Ehrenplakette der Stadt Frankfurt am Main. Bis 1964 verblieb er als Redakteur bei der Frankfurter Rundschau und bei seinem Schaffen als Kommunalberichterstatter und Gerichtsreporter. 1973 verlieh ihm seine Partei das Goldene Parteiabzeichen der SPD.

## Berufsethos
Nachdem sich Eims ursprünglich primär als „publizistischer Kämpfer für die Belange“ der „Genossen“ gesehen hatte, trat seine gesinnungspolitische Grundhaltung nach 1945 bei seiner Arbeit in den Hintergrund. Fortan leitete er aus der erlebten Unfreiheit des Dritten Reiches ab, die Berichterstattung müsse objektiv erfolgen – ganz im Sinne eines sachlichen Austauschs von Argumenten, der frei von einer gegen den politischen Gegner gerichteten Polemik und parteipolitischer Polarisierung sein sollte. Insbesondere bei der juristischen Aufarbeitung von NS-Verbrechen hielt der ehemalige Parteiredakteur eine „sachliche und distanzierte Berichterstattung“ für „unerlässlich“. In die schwebenden Verfahren dürfe vonseiten des Gerichtsreporters nicht eingegriffen werden, gleichwohl müsse der journalistische Kommentar die Funktion erfüllen, der Justiz kritisch auf die Finger zu schauen. Erfahrung, Wissen und eine Einsicht in die Zusammenhänge müsse Fundament der journalistischen Kritik sein, es sei nicht ausreichend, wenn sie lediglich „eine Sache der politischen Anschauung, des Temperaments und des Gefühls“ sei. Aufgrund seiner negativen Erfahrungen mit der NS-Justiz, die sich ja selbst oftmals durchaus auf dem Boden des Rechts wähnte, die allerdings für Eims Freunde und Parteigenossen das Fallbeil bedeutet hatte, blieb er misstrauisch gegenüber dem geschriebenen Gesetz sowie dessen möglicher politischer Instrumentalisierung. Insofern äußerte sich der Journalist zu diesem Themenkomplex folgendermaßen: „Die Presse wacht in den Gerichtssälen darüber, daß die Richter nicht nur den Buchstaben der Paragraphen, sondern auch den ungeschriebenen Gesetzen der Menschlichkeit gerecht werden“. Demgemäß beschränkte sich Eims in seinen Kommentaren durchaus nicht nur auf „Kritik am formaljuristischen Verfahren“.